# Bandeira de Riazã
A Bandeira de Riazã é um dos símbolos oficiais do Oblast de Riazã, uma subdivisão da Federação Russa. Seu uso foi aprovado em 2 de junho de 2000.